# Eumenophorinae
Eumenophorinae là một phân họ nhện trong họ Theraphosidae. Các loài trong phân họ này có kích thước kể cả chân rất lớn, lên đến 22 cm.

## Phân loại
- Chi Anoploscelus Pocock, 1897
- Chi Batesiella Pocock, 1903
- Chi Citharischius Pocock, 1900
- Chi Encyocrates Simon, 1892
- Chi Eumenophorus Pocock, 1897
- Chi Hysterocrates Simon, 1892
- Chi Loxomphalia Simon, 1889
- Chi Loxoptygus Simon, 1903
- Chi Mascaraneus Gallon, 2005
- Chi Monocentropus Pocock, 1897
- Chi Myostola Simon, 1903
- Chi Phoneyusa Karsch,